# Сиџес
Сиџес (шп. Sitges) град је у Шпанији у аутономној заједници Каталонија у покрајини Барселона. Према процени из 2017. у граду је живело 28 478 становника.

## Становништво
Према процени, у граду је 2017. живело 28 478 становника.
| 2017.  |
| ------ |
| 28.478 |

## Партнерски градови
- Андора
- Монемвасија
- Бањер де Лишон